# Soligny-la-Trappe
Soligny-la-Trappe is een gemeente in het Franse departement Orne (regio Normandië) en telt 694 inwoners (1999). De plaats maakt deel uit van het arrondissement Mortagne-au-Perche. De plaats is bekend van de abdij Notre Dame de la Grande Trappe.

## Geografie
De oppervlakte van Soligny-la-Trappe bedraagt 19,5 km², de bevolkingsdichtheid is 35,6 inwoners per km².
De onderstaande kaart toont de ligging van Soligny-la-Trappe met de belangrijkste infrastructuur en aangrenzende gemeenten.

## Demografie
Onderstaande figuur toont het verloop van het inwonertal (bron: INSEE-tellingen).